# الحرباية (مسلسل)
الحرباية هو مسلسل مصري من نوع دراما أنتج في عام 2017، وقد تم تجهيزه ليكون ضمن مسلسلات شهر رمضان 1438، المسلسل من بطولة هيفاء وهبي تأليف أكرم مصطفى وإنتاج ممدوح شاهين وإخراج مريم أحمد.

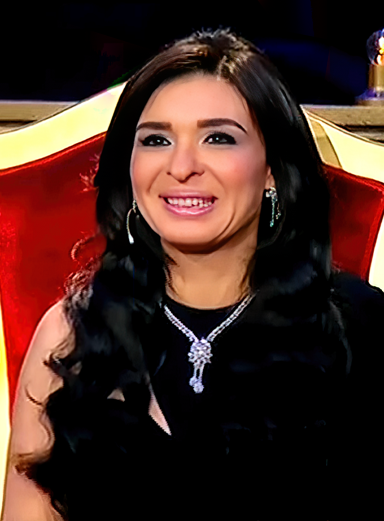
دينا في دور فُتـون

## الممثلين
- هيفاء وهبي
- دينا
- أحمد صيام
- رحاب الجمل
- عايدة رياض
- منذر رياحنة
- صبري عبد المنعم
- تميم عبده
- محمد الكيلاني